# Nghệ thuật kiến trúc đền chùa Thái Lan

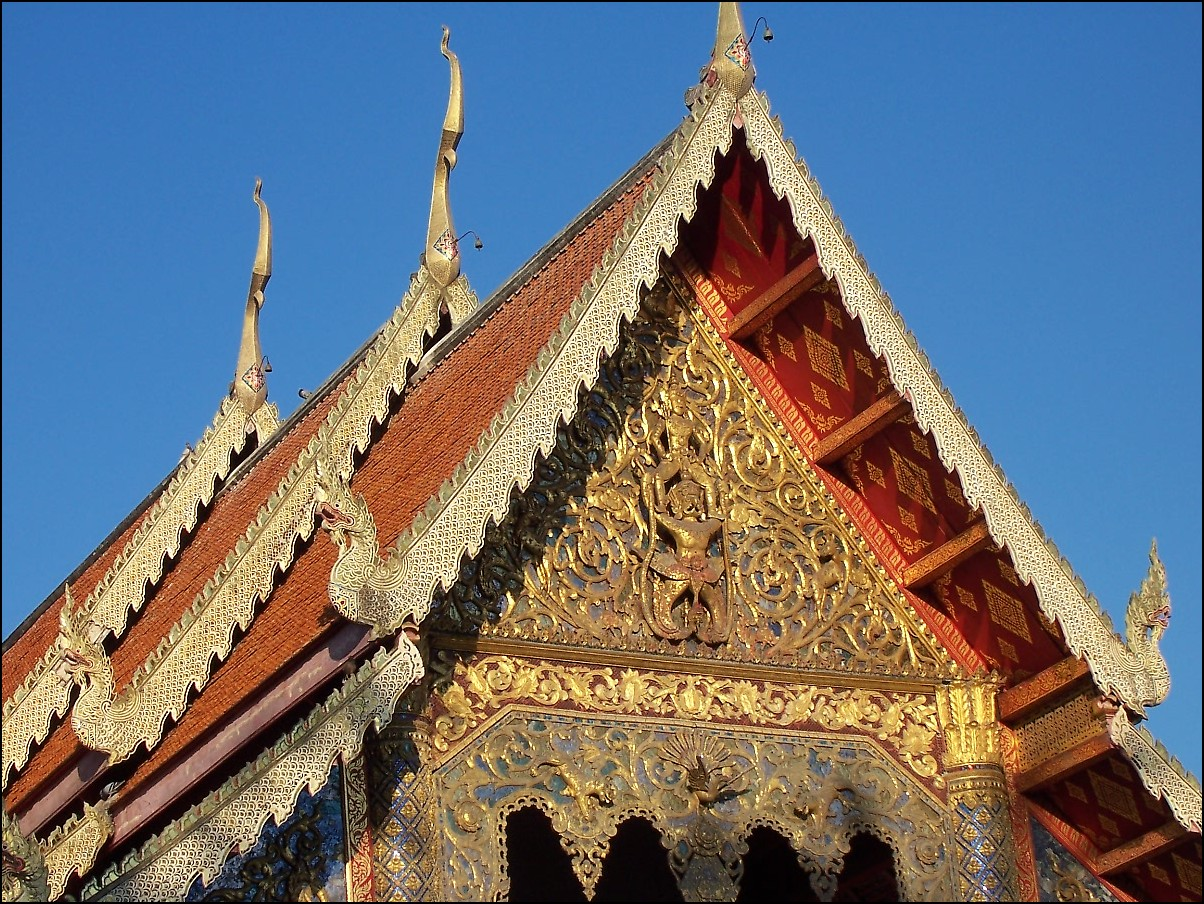
Mái và đầu hồi của viharn chính của Wat Phra Singh ở Chiềng Mai

Chủ đề Nghệ thuật kiến trúc đền chùa Thái Lan khái quát về những đặc trưng kiến trúc truyền thống của đền chùa ở Thái Lan.

## Kiến trúc của Wat

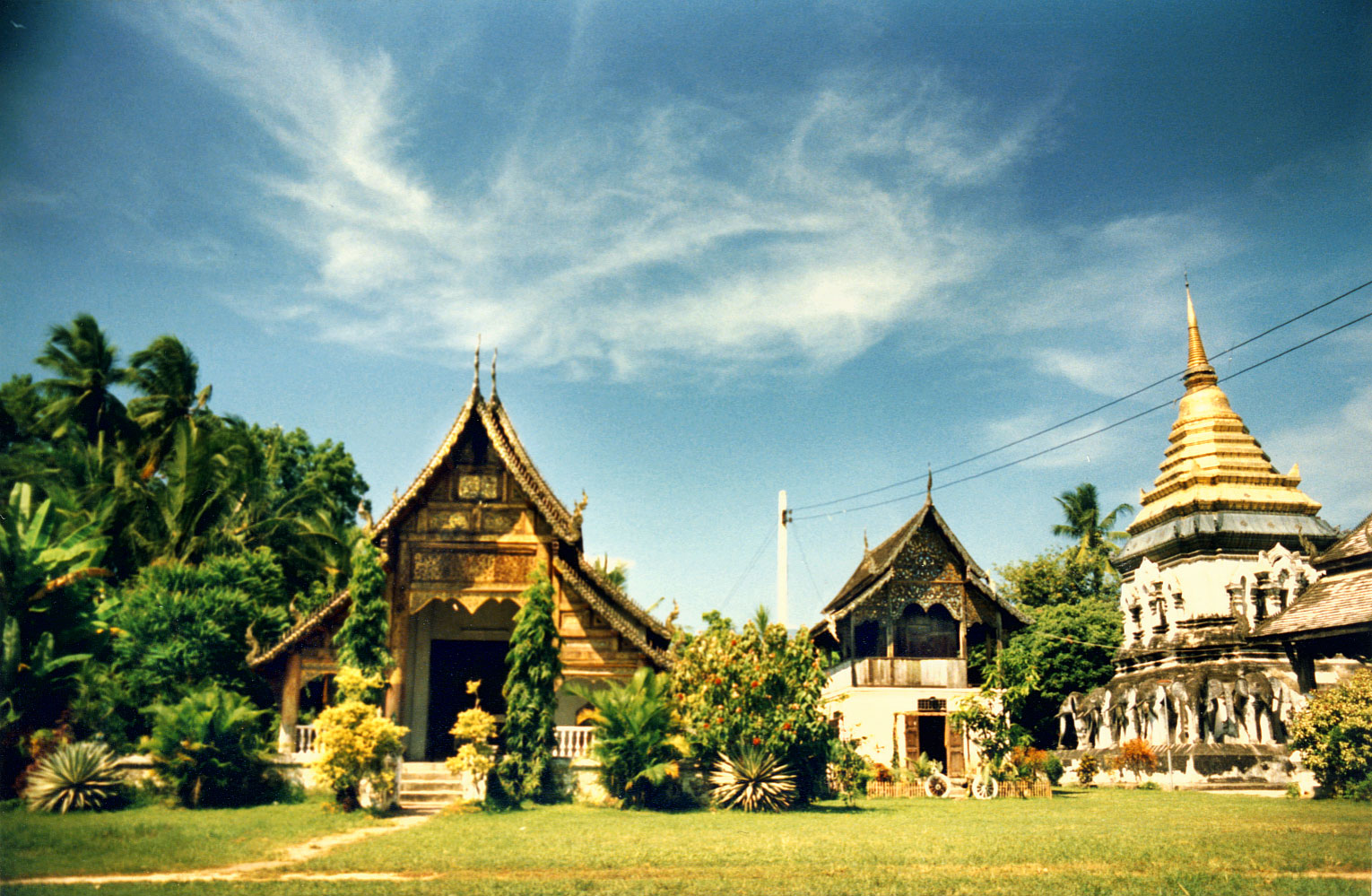
Wat Chiang Man, từ trái qua phải: Ubosot, Ho Trai và Chedi

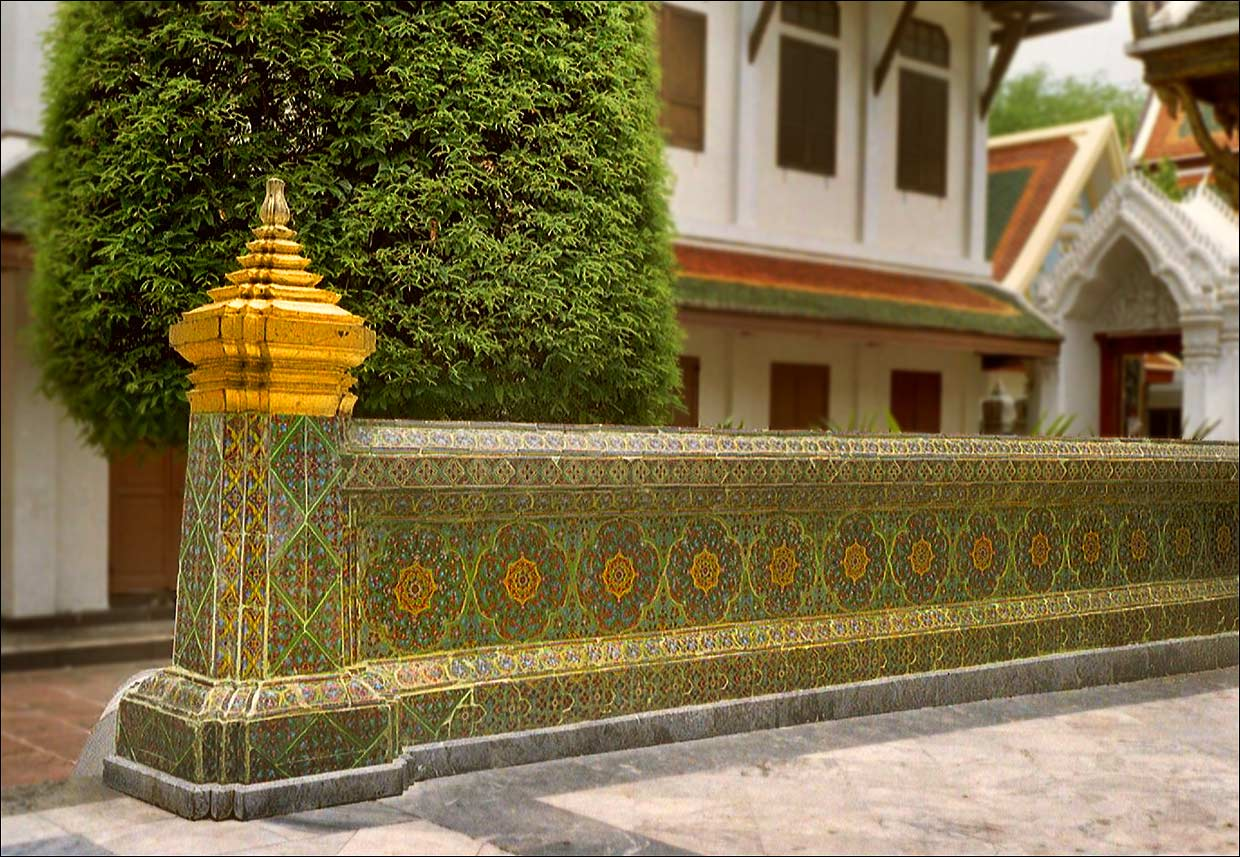
Kamphaeng kaew (tường pha lê) bao quanh ubosot tại Wat Ratchabopit ở Băng Cốc

Wat (Vát) được dịch thoáng là một tu viện hoặc một ngôi đền (từ tiếng Pali vāṭa, nghĩa là "bao quanh"), chúng thường có tường bao quanh ngăn cách nó với thế giới thế tục bên ngoài. Kiến trúc của một Wat đã thay đổi rất nhiều trong suốt chiều dài lịch sử. Mặc dù có nhiều khác biệt về quy hoạch và phong cách, chúng đều tuân theo những quy tắc giống nhau.
Một ngôi đền Thái thường có hai phần là Phuttha-wat và 'Sangha-wat, rất ít khi có ngoại lệ.

### Phutthawat
Phutthawat (tiếng Thái: เขตพุทธาวาส) là khu thờ Phật, thường bao gồm 7 khối kiến trúc:
- Chedi (tiếng Thái: พระเจดีย์) – là xá lợi tháp, thường có dạng hình chuông, có cổng ra vào và thường được dát vàng, bao gồm phòng đựng di hài các sư hoặc xá lợi.
- Prang (tiếng Thái: พระปรางค์) – phiên bản Thái Lan của các đền tháp Khơme, thường được tìm thấy ở thời kỳ Vương quốc Sukhothai và Vương quốc Ayutthaya.
- Ubosot hay Bot (tiếng Thái: พระอุโบสถ or tiếng Thái: โบสถ์) – the Ordination Hall and most sacred area of a Wat. Eight Sema stones (Bai Sema, tiếng Thái: ใบเสมา) mark the consecrated area.
- Wihan (tiếng Thái: พระวิหาร) – trong một ngôi đền chùa Thái, đây chính là chính điện nơi thờ tượng Phật chính, cũng chính là nơi gặp gỡ của sư sãi và Phật tử.
- Mondop (tiếng Thái: พระมณฑป) - Mondop là một tòa nhà hoặc đền hình vuông hoặc chữ thập, thường có mái nhọn được xây dựng trong một ngôi chùa Thái hay một khu phức hợp đền chùa Thái. It is a ceremonial structural form that can be applied to several different kinds of buildings. It can house relics, sacred scriptures or act as a shrine. Unlike the mandapa of Khmer or Indian temple, which are part of a larger structure, the Thai mondop is a free -standing unit.
- Ho trai (tiếng Thái: หอไตร) – Tàng Kinh Các là nơi chứa các cuốn kinh Tipiṭaka thiêng liêng. Thông thường, chúng được xây với hình dạng của Mondop (tiếng Thái: พระมณฑป), một tòa nhà hình lập phương có mái hình kim tự tháp đặt trên các trụ đỡ.
- Sala (tiếng Thái: ศาลา) – là nhà nghỉ tỏa bóng mát cho khách dừng chân nghỉ ngơi.
- Sala kan prian (tiếng Thái: ศาลาการเปรียญ) – a large, open hall where lay people can hear sermons or receive religious education. It literally means "Hall, in which monks study for their Prian exam" and is used for saying afternoon prayers.
- Ho rakang (tiếng Thái: หอระฆัง) – tháp chuông được sử dụng để đánh thức các nhà sư và báo giờ cho các nghi lễ sáng tối.
- Phra rabieng (tiếng Thái: พระระเบียง) – a peristyle is sometimes built around the sacred inner area as a cloister.
- Các tòa nhà khác cũng được tìm thấy trong khu Phuttawat, tùy vào nhu cầu của từng đền chùa, ví dụ như một lò hỏa táng hay một ngôi trường.

Các tòa tháp cũng thường được trang hoàng bởi những thứ như chofahs.
Trong các đền chùa thời kỳ Rattanakosin, như Wat Pho và Wat Ratchabopit, ubosot có thể được xây một bức tường thấp nhỏ ở bên trong gọi là Kamphaeng Kaew (tiếng Thái: กำแพงแก้ว), nghĩa là "tường pha lê".